# Chris Eißler
Chris René Eißler, indicato anche come Eissler (19 gennaio 1993) è uno slittinista tedesco.

## Biografia
Ha iniziato a gareggiare nel 2008 per la nazionale tedesca nella specialità del singolo. 

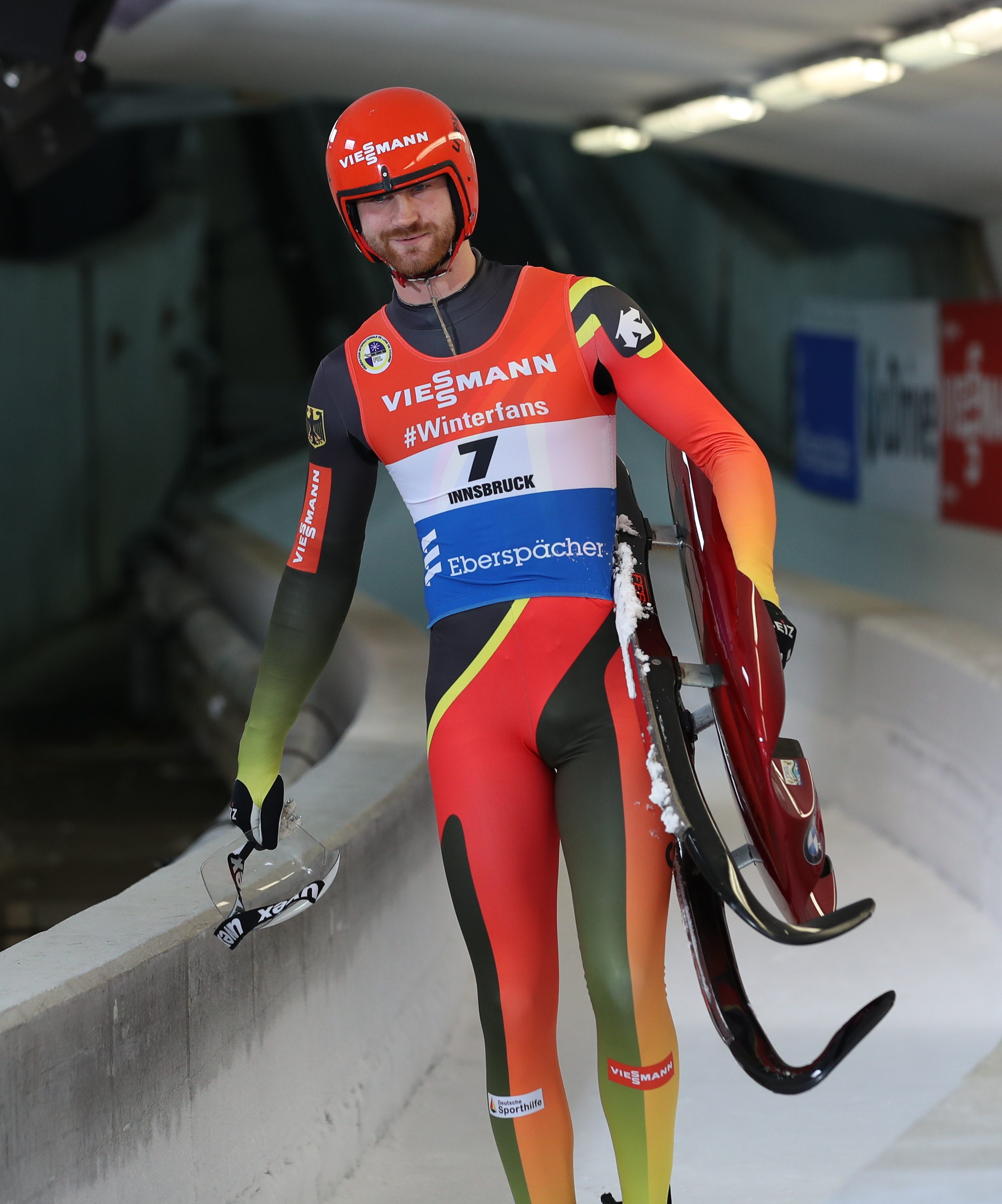
Eißler a Innsbruck nel 2018

Si distinse nelle varie categorie giovanili conquistando due medaglie ai campionati europei juniores, di cui una d'oro nella gara a squadre e una d'argento nel singolo, entrambe vinte a Oberhof 2013. Ha inoltre vinto la classifica generale della Coppa del Mondo giovani nel 2008/09 e di quella juniores nel 2011/12 nella disciplina monoposto.
A livello assoluto ha esordito in Coppa del Mondo nella stagione 2013/14, il 30 novembre 2013 a Winterberg, dove centrò anche il suo primo podio nonché la sua prima vittoria imponendosi nel singolo; nell'occasione Eißler si trovò a condurre la gara dopo il termine della prima discesa, che fu poi l'unica valida in quanto la seconda venne cancellata a causa delle proibitive condizioni meteorologiche. In classifica generale come miglior risultato si è piazzato al 9º posto nel singolo nel 2018/19.
Ha preso parte ai campionati mondiali di Sigulda 2015, ottenendo la 25ª posizione nel singolo. 
Agli europei è invece giunto ventunesimo a Sigulda 2014 nell'individuale.

## Palmarès

### Europei juniores
- 2 medaglie:
  - 1 oro  (gara a squadre a Oberhof 2013);
  - 1 argento (singolo a Oberhof 2013).

### Coppa del Mondo
- Miglior piazzamento in classifica generale nel singolo: 9º nel 2018/19.
- 1 podio (nel singolo):
  - 1 vittoria.

#### Coppa del Mondo - vittorie
| Data             | Luogo      | Paese    | Disciplina |
| ---------------- | ---------- | -------- | ---------- |
| 30 novembre 2013 | Winterberg | Germania | Singolo    |

### Campionati tedeschi
- 2 medaglie:
  - 1 argento (singolo a Winterberg 2019);
  - 1 bronzo (gara a squadre a Schönau am Königssee 2021).

### Coppa del Mondo juniores
- Vincitore della classifica generale nella specialità del singolo nel 2011/12.

### Coppa del Mondo giovani
- Vincitore della classifica generale nella specialità del singolo nel 2008/09].